# Hajmás
Hajmás ist eine ungarische Gemeinde im Kreis Kaposvár im Komitat Somogy.

## Sehenswürdigkeiten
- Römisch-katholische Kirche Nagyboldogasszony

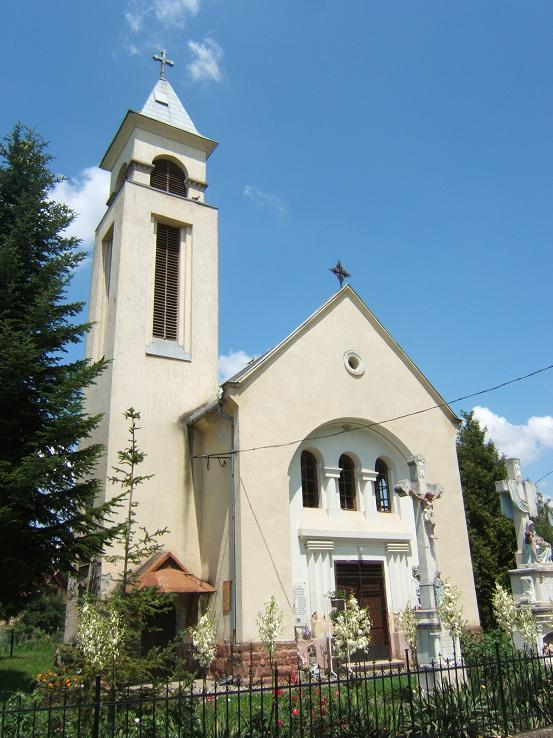
Römisch-katholische Kirche Nagyboldogasszony